# Chì(II) acetat
Chì(II) acetat (Pb(CH3COO)2), hay chì acetat, chì điacetat, acetat chì, đường chì, muối thần Saturn, hoặc bột Goulard, là hợp chất hóa học dạng tinh thể trắng, có vị ngọt. Chất được tạo ra bằng cách xử lý chì(II) oxit bằng axit acetic. Giống như các hợp chất của chì khác, chì(II) acetat độc hại. Muối này hòa tan trong nước và glycerin. Khi tiếp xúc nước, muối tạo thành muối ngậm nước dạng trihydrat, Pb(CH3COO)2·3H2O, một tinh thể không màu (hoặc màu trắng), dạng đơn nghiêng và nở hoa.
Chất này được sử dụng làm thuốc thử nhận biết các hợp chất chứa chì khác và làm chất cố định cho một số thuốc nhuộm. Ở nồng độ thấp, nó là thành phần hoạt chất chính trong các loại thuốc nhuộm tóc. Chì(II) acetat cũng được sử dụng làm chất cắn màu trong in ấn và nhuộm, và là một chất làm khô trong sơn và vecni. Trong lịch sử, muối này còn được sử dụng như một chất làm ngọt và trong mỹ phẩm.

## Sản xuất
Chì(II) acetat có thể được tạo ra bằng cách đun sôi kim loại chì trong axit acetic và hydro peroxide. Phương pháp này cũng áp dụng được với chì(II) cacbonat hoặc chì(II) oxit.
Pb(r) + H2O2(dd) + 2H+(dd) → Pb2+(dd) + 2H2O(l)
Pb2+(dd) + 2CH3COO−(dd) → Pb(CH3COO)2(dd)
Chì(II) acetat cũng có thể được tạo ra thông qua phản ứng thế giữa đồng(II) acetat và kim loại chì:
Cu(CH3COO)2 + Pb → Cu + Pb(CH3COO)2

## Công dụng

### Chất tạo ngọt
Giống như các muối chì(II) khác, chì(II) acetat có vị ngọt, từng được sử dụng làm chất thay thế đường trong lịch sử. Người La Mã cổ đại vốn luôn hay mang một ít chất làm ngọt (nếu họ không mang theo mật ong). Họ đun sôi hèm rượu nho trong nồi chì để sản xuất một loại sirô ít đường gọi là defrutum, khi cô lại thì gọi là sapa. Sirô này đã được sử dụng để làm ngọt rượu vang, làm ngọt và bảo quản trái cây. Trong quá trình đun nấu, chì(II) acetat hoặc các hợp chất chì khác bị rò rỉ vào sirô, gây ngộ độc chì cho người sử dụng. Ngày nay, chì(II) acetat là chất ngọt bị nghiêm cấm.

#### Sự cố có trong lịch sử
Vụ ngộ độc sớm nhất được xác nhận bởi chì acetat là cái chết của Giáo hoàng Clement II vào tháng 10 năm 1047. Một cuộc điều tra hài cốt của ông để tìm độc tính được tiến hành vào giữa thế kỷ 20. Cuộc điều tra này đã xác nhận rằng những tin đồn dài hàng thế kỷ rằng Giáo hoàng đã bị đầu độc bằng chì là chính xác. Không rõ Giáo hoàng có bị ám sát hay không.
Năm 1787 họa sĩ Albert Christoph Dies tình cờ nuốt phải xấp xỉ 3/4 oz (20 g) chì acetat. Ông bị nhiễm độc và sự phục hồi lại sức khỏe là rất chậm. Ông sống chung với bệnh cho đến khi qua đời vào năm 1822.
Mặc dù việc sử dụng chì(II) acetat làm chất tạo ngọt đã bị cấm thời điểm đó, nhưng nhà soạn nhạc Ludwig van Beethoven có thể đã qua đời vì ngộ độc chì do rượu vang của ông hay pha trộn với chì(II) acetat (xem thêm gan của Beethoven).
Vào thập niên 1850, Mary Seacole có sử dụng chì(II) acetat cùng một số biện pháp khác nhằm chống lại dịch tả ở Panama.
Năm 1887, 38 con ngựa săn của William Hollwey Steed đã bị đầu độc trong chuồng ngựa tại Clonsilla House, Dublin, Ireland. Ít nhất mười con ngựa đã chết. Ngựa được cho ăn bằng một loại cám chứa chất tạo ngọt là chì(II) acetat độc hại.

### Mỹ phẩm
Chì(II) acetat là một trong những loại chì trắng, từng được sử dụng trong mỹ phẩm trong thời gian dài.
Ở Mỹ, nó vẫn được sử dụng trong các sản phẩm nhuộm tóc dành cho nam như Grecian Formula. Cục Quản lý Thực phẩm và Dược phẩm Hoa Kỳ coi việc sử dụng này là an toàn vì xét nghiệm ở người cho thấy chì không đi vào máu và không bị hấp thụ. Tuy nhiên, Bộ Y tế Canada đã cấm sử dụng chì trong mỹ phẩm vào năm 2005 (có hiệu lực vào cuối năm 2006) dựa trên các xét nghiệm cho thấy khả năng gây ung thư và độc tính sinh sản. Muối chì này cũng bị cấm ở Liên minh Châu Âu và đã được liệt trong danh sách cảnh báo Dự luật 65 của bang California là chất gây ung thư từ năm 1988.

### Sử dụng trong y tế
Dung dịch chì(II) acetat là một bài thuốc dân gian sử dụng khi núm vú bị đau. Trong y học hiện đại, trong một thời gian, nó được sử dụng như một chất làm se (trong chăm sóc da), dưới dạng Chiết xuất Goulard, và nó cũng đã được sử dụng để điều trị khi ăn phải cây thường xuân độc.

### Sử dụng công nghiệp
Đường chì là một tác nhân được khuyến nghị cho thêm vào dầu lanh trong quá trình gia nhiệt để tạo ra dầu lanh "sôi", có tác dụng chữa lành nhanh hơn dầu hạt lanh dạng thô.